# Nationaal Instituut voor Scholing, Arbeid en Beroep
Het Nationaal Instituut voor Scholing, Arbeid, en Beroep (NISAB) was een Surinaamse overheidsinstantie, met als rechtsvorm een stichting. Ze was actief aan het begin van de jaren 1990 en in het eerste decennium van de 21e eeuw.
Het NISAB werd in de jaren 1990 ingesteld door het ministerie van Onderwijs ter bevordering van een goede aansluiting tussen onderwijs en de arbeidsmarkt. Bij het NISAB waren de sociale partners betrokken in combinatie met andere deelnemers op onderwijsgebied. Het idee voor de oprichting was afkomstig van Roy Adama.
Eind 20e eeuw leidde het NISAB een inactief bestaan en vanaf 2001, tijdens de regering van Ronald Venetiaan, werd de organisatie opnieuw geactiveerd. Ook daarna kwamen de activiteiten van de instelling tot stilstand.
Over het succes van de effecten van het NISAB heersen verschillende opinies.